# Battaglia di Mursa Maggiore
La battaglia di Mursa Maggiore fu combattuta nel 351 tra l'esercito dell'imperatore romano Costanzo II e le forze dell'usurpatore Magnenzio. Fondamentale per la vittoria di Costanzo II fu il tradimento del franco Claudio Silvano, comandante di una forte ala di cavalleria per conto di Magnenzio.
La sconfitta ridusse notevolmente le possibilità di successo della ribellione di Magnenzio: l'usurpatore, che aveva perso nella battaglia il proprio fidato magister officiorum Marcellino, avrebbe sofferto la sconfitta decisiva due anni dopo, alla battaglia di Mons Seleucus. La battaglia ebbe anche un significato religioso, in quanto Magnenzio aveva ripristinato alcuni diritti per i pagani, mentre Costanzo arrivò a lasciare il campo di battaglia per pregare sulla vicina tomba di un martire; il vescovo di Mursa, Valente, riferì di aver saputo della vittoria di Costanzo direttamente da un angelo.
Si trattò di una delle più sanguinose battaglie della storia romana: secondo Giovanni Zonara (xiii 8.17), Magnenzio perse due terzi delle sue truppe e Costanzo metà delle proprie, per un totale di 54 000 uomini. Perdite tuttavia che non scossero alle fondamenta la potenza militare di Roma, né provocarono tra i contemporanei l'eco profonda di cui è testimonianza questa battaglia.

## Antefatti

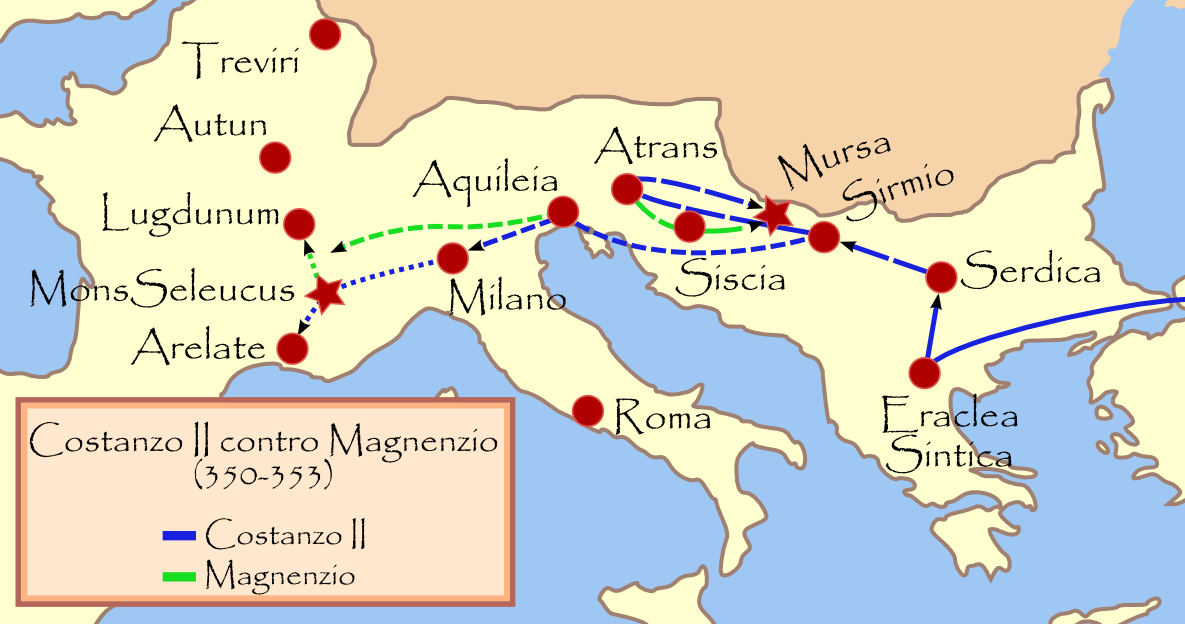
Movimenti durante la guerra tra Costanzo II e Magnenzio.

All'inizio del 350, l'Impero romano era diviso tra i due fratelli Costante I e Costanzo II, figli di Costantino I; Costante governava sull'Occidente, fino alla Grecia e alla Libia incluse, Costanzo sull'Oriente. Nel gennaio di quell'anno un generale di Costante si ribellò al proprio imperatore e lo fece uccidere; Magnenzio, questo il nome dell'usurpatore, tentò dapprima di stringere alleanza con Costanzo, poi, anche a seguito della breve rivolta di Vetranione, si rese conto che uno solo di loro due avrebbe potuto regnare.
Nel gennaio 351 Magnenzio entrò ad Aquileia, poi, durante l'estate, occupò Siscia, in Pannonia. Costanzo inviò il proprio prefetto del pretorio d'Oriente, Flavio Filippo, a negoziare con Magnenzio, richiedendo che l'usurpatore si ritirasse in Gallia. Il discorso di Filippo, che fece leva sul senso di fedeltà dei soldati di Magnenzio (che erano stati di Costante) alla dinastia costantiniana andò vicino a vincerne la lealtà; solo l'abilità di Magnenzio nel ricordare ai propri uomini le vessazioni di Costante gli permise di riavere il controllo della situazione. Magnenzio inviò a sua volta un'ambasciata a Costanzo, guidata dal senatore Tiziano, con una proposta provocatoria; ovviamente l'ambasciata fallì.
Lasciata Sciscia, Magnenzio si diresse su Sirmio, che però non riuscì a conquistare; passò allora oltre, raggiungendo Mursa, dove però i cittadini gli impedirono l'accesso con tutti i mezzi. Nel frattempo arrivarono anche le truppe di Costanzo, e Magnenzio tentò di attirarle in una imboscata in uno stadio ricoperto dagli alberi, ma lo stratagemma non ebbe successo e Magnenzio perse tutti gli uomini che aveva impegnato nello scontro.
Il giorno dopo, 28 settembre 351, i due eserciti si schierarono a battaglia.

## Forze in campo
L'esercito orientale di Costanzo II era costituito da molte truppe di cavalleria pesante sul modello persiano, i catafratti, e arcieri a cavallo, quasi tutti reclutati in Asia; le fanterie legionarie, erano in pratica quelle illiriche del precedente usurpatore Vetranione.
Magnenzio poteva contare su un esercito inferiore della metà di quello orientale, ma su soldati tradizionalmente più validi di quelli asiatici; galli, germani, britanni, pannoni, perlopiù legionari e ausiliari. Magnenzio aveva dovuto prendere misure repressive in Italia dopo la rivolta di Nepoziano.
Poco prima dell'inizio della battaglia, il tribuno Claudio Silvano, uno dei comandanti di Magnenzio, disertò con la propria cavalleria franca a favore di Costanzo.
Costanzo dispose le proprie truppe con il fiume Drava alla propria destra e il Danubio alle spalle, in modo che ai suoi soldati fosse chiaro che potevano solo vincere o essere massacrati. Ai fianchi si trovava la cavalleria, al centro la fanteria, entrambe disposte su due linee: dietro i catafratti/clibanarii c'erano la cavalleria pesante e gli arcieri a cavallo, dietro la fanteria pesante dotata di corazza e scudo (legiones comitatenses e auxilia palatina) c'erano arcieri, frombolieri e lanciatori di giavellotto.

## Battaglia
La battaglia ebbe inizio nel tardo pomeriggio. Lo squilibrio delle forze era soprattutto nell'ala sinistra dello schieramento di Costanzo, rispetto a quella destra di Magnenzio, e proprio da lì partì l'attacco, in linea obliqua e avvolgente; al centro i catafratti non sfondarono la linea delle fanterie legionarie. Gli ausiliari germani, nudi, affrontarono le frecce degli arcieri, e il muro di ferro dei catafratti: si assistette a duplice dimostrazione di valore, con i legionari che disciplinatamente si rinserrarono e si riordinarono ad ogni carica, i germani che fecero strage di asiatici con la loro foga guerriera. Secondo Giuliano, l'ala sinistra di Costanzo II, composta dai potenti catafratti, aggirò il lato destro di Magnenzio calando sulla fanteria, che fu gettata nella confusione e sopraffatta. Magnenzio rischiò la cattura e abbandonò il campo di battaglia, ma i suoi soldati gallici rifiutarono di arrendersi e combatterono al comando di Marcellino, che fu però ucciso.
I soldati di entrambi gli schieramenti, presi dalla furia della battaglia, continuarono a combattere anche dopo l'arrivo della notte.
Le perdite tra i vincitori furono maggiori che tra i vinti, a testimonianza della grande resistenza di questi ultimi, 30 000 contro 24 000, ma la proporzione delle perdite fu irreparabile per Magnenzio. Giuliano incolpa Magnenzio per la sconfitta, accusandolo di aver sbagliato lo schieramento della fanteria e di essere fuggito dal campo di battaglia lasciando ad altri il compito di combattere.

## Conseguenze
La sanguinosa vittoria di Mursa Maggiore aprì a Costanzo la strada per l'Italia. Lo scontro decisivo si ebbe nella battaglia di Mons Seleucus, in Francia, nel 353, e vide la sconfitta definitiva di Magnenzio.